# Mary L. Longworth
Mary Lou Longworth (* 1963 in Toronto) ist eine kanadische Schriftstellerin. Bekannt wurde sie durch ihre Kriminalromane um den Ermittlungsrichter Antoine Verlaque, die hauptsächlich in Aix-en-Provence in der Provence spielen.

## Leben
Longworth zog 1997 nach Aix-en-Provence. Außer den Kriminalromanen um Antoine Verlaque veröffentlichte sie auch Artikel über die Provence in der Washington Post, der Times, dem Independent und dem Magazin Bon Appétit. Außerdem unterrichtet sie am Pariser Campus der New York University Kreatives Schreiben.

## Romane (Antoine-Verlaque-Reihe)
Übersetzer der Reihe ist Helmut Ettinger.
- Tod auf Schloss Bremont (Death at the Chateau Bremont) Aufbau, Berlin 2012, ISBN 978-3-7466-2820-2
- Mord in der Rue Dumas (Murder in the Rue Dumas) Aufbau, Berlin 2013, ISBN 978-3-7466-2932-2
- Tod auf dem Weingut Beauclaire (Death in the Vines) Aufbau, Berlin 2014, ISBN 978-3-7466-3017-5
- Mord auf der Insel Sordou (Murder on the Île Sordou) Aufbau, Berlin 2015, ISBN 978-3-7466-3127-1
- Mord im Maison Cézanne (The mystery of the lost Cézanne) Aufbau, Berlin 2016, ISBN 978-3-7466-3214-8
- Tod am Cours Mirabeau (The Curse of La Fontaine) Aufbau, Berlin 2017, ISBN 978-3-7466-3317-6
- Das Geheimnis von La Bastide Blanche (The Secrets of the Bastide Blanche) Aufbau, Berlin 2019, ISBN 978-3-7466-3458-6